# Ivanhoé (Rossini)
Ivanhoé ist ein Opern-Pasticcio in drei Akten mit Musik, die von Antonio Pacini aus verschiedenen Opern Gioachino Rossinis zusammengestellt wurde. Das Libretto von Émile Deschamps und Gabriel Gustave de Wailly basiert auf Walter Scotts Roman Ivanhoe. Die Uraufführung fand am 15. September 1826 im Théâtre Royal de l’Odéon in Paris statt.

## Handlung
Die Oper spielt in England im Jahr 1194. Sie behandelt die Auseinandersetzungen zwischen Sachsen und Normannen vor dem Hintergrund einer drohenden französischen Invasion. Während eines Sturms nimmt der Sachse Cédric den Muslim Ismaël und dessen Tochter Léila in seine Burg auf. Sie befinden sich auf der Flucht vor dem Normannen Boisguilbert, der Léila begehrt. Auch Cédrics Sohn Ivanhoé hat sich dort eingefunden – als Pilger verkleidet, da ihn sein Vater wegen seiner Unterstützung König Richards für abtrünnig hält. Er verliebt sich in Léila. Boisguilbert und seine Ritter greifen an und verschleppen Léila. Sie wird in einer Turmkammer gefangengehalten, wo Boisguilbert vergeblich ihre Liebe zu gewinnen versucht. Die Normannen fangen einen Brief Léilas, in dem sie Ivanhoé um Hilfe ersucht, ab und verurteilen sie als Verräterin zum Tode. Ihre einzige Chance auf Rettung besteht in einem Gottesurteil, falls sich ein Ritter findet, der für sie kämpft. Ivanhoé meldet sich und besiegt den für die Normannen antretenden Boisguilbert. Es stellt sich heraus, dass Léila in Wirklichkeit Edith, die Tochter des letzten männlichen Nachfahren des sächsischen Königs Alfred ist. Nun steht ihrer Hochzeit mit Ivanhoé nichts mehr im Wege. Die Normannen und Sachsen vereinen sich, um gemeinsam die Franzosen zurückzuschlagen.

### Erster Akt
Ein gotischer Saal
An den Wänden hängt Kriegs- und Jagdgerät. Im Hintergrund befindet sich ein großes Fenster und an der linken Seite ein großer Feuerplatz. Beim Öffnen des Vorhangs ist ein Sturm zu hören.
Szene 1. Der Sachse Cédric und seine Ritter sitzen am Tisch. In der Nähe des Kamins hat ein Pilger Platz genommen. Nach einem Kommentar über das stürmische Wetter trinken alle auf den Sieg im morgigen Kampf (Introduktion: „Quel temps affreux“).
Szene 2. Ismaël und seine Tochter Léila bitten um Einlass (Trio und Chor: „Seigneur, dans votre demeure“). Während die Ritter die beiden Muslime am liebsten fortjagen würden, lädt der Pilger sie ein, ihm am Kamin Gesellschaft zu leisten (Stretta, Quartett (Léila, Ivanhoé, Ismaël, Cédric): „Vaine prière! Vil téméraire“). Cédric stimmt im Sinne der Gastfreundschaft zu, da am morgigen Tag der Waffenstillstand zwischen Frankreich und England endet und Krieg bevorsteht. Dennoch weckt der Muslim in ihm schlimme Erinnerungen an seine Zeit in Palästina. Dort ist Olric, der letzte männliche Nachfahre des sächsischen Königs Alfred ums Leben gekommen und dessen Tochter Edith in die Hände der Feinde gefallen. Außerdem hat Cédric noch nicht verwunden, dass sich sein Sohn Ivanhoé dem normannischen König Richard angeschlossen hat. Ismaël stellt sich den Anwesenden als armer Händler vor. Er erzählt, dass sie nach einem Besuch des Turniers von Ashby von Bogenschützen unter dem Normannen Boisguilbert angegriffen wurden (Arie: „Boisguilbert, dont la vengeance“). Dessen Erwähnung genügt den Rittern, um den beiden ihren Schutz anzubieten. Sie verlassen mit Cédric den Saal, um die Sicherheit der Burg zu gewährleisten. Léila zieht sich in ein ihr zugewiesenes Zimmer zurück.
Szene 3. Der Pilger stellt Ismaël zur Rede. Er weiß, dass dieser nicht nur ein armer Händler ist und erinnert ihn an eine frühere Begegnung in Palästina. Damals hatte er nach einer Verwundung in Ismaëls Haus Zuflucht gesucht. Obwohl er von seiner Tochter aufgenommen worden war, hatte Ismaël ihm die Tür gewiesen. Nur Léila zuliebe habe er dies Cédric nicht verraten.
Szene 4. Nach dem Ismaël gegangen ist, gesteht sich der Pilger seine Liebe zu Léila ein. Er schwört sich, sie zu beschützen (Arie: „Blessé sur la terre étrangère“).
Szene 5. Cédric befragt den kürzlich aus Palästina zurückgekehrten Pilger nach Neuigkeiten aus dem Heiligen Land. Der Pilger erzählt von einem Turnier, in dem Boisguilbert, der Marquis de Beaumanoir und Albert de Malvoisin gegen drei Gegner gekämpft und verloren hatten. Bei den Siegern habe es sich um König Richard, Sir Henry Douglas und den jungen sächsischen Ritter Wilfrid d’Ivanhoé gehandelt. Von draußen sind als Warnsignal die Klänge eines Horns zu hören.
Szene 6. Léila und Ismaël kehren verängstigt in den Saal zurück (Quartett und Chor „Ah! point d’alarmes“).
Szene 7. Ein Abgesandter Boisguilberts fordert die Anwesenden zur Übergabe Léilas und Ismaëls auf. Der Pilger entgegnet, er sei seinem Herrn als Ritter gut bekannt und werde die beiden verteidigen. Anschließend gibt er sich als Cédrics Sohn Ivanhoé zu erkennen. Da er bei seinem Vater in Ungnade gefallen war, hofft er, ihn durch den Kampf zu besänftigen. Cédric und die anderen Ritter folgen seinem Beispiel, um sich den Gegnern entgegenzustellen.
Szene 8. Ismaël vergeht fast vor Angst, aber Léila hat Vertrauen in den mutigen Ritter, der sein Leben für sie riskieren will. Während eines Orchester-Ritornells eilt eine Gruppe verstörter Frauen in den Saal. Sie fürchten um den glücklichen Ausgang des Kampfes und flehen Ismaël und Léila an, die Burg zu verlassen (Chor: „Malheureuse! le combat s’engage“).
Szene 9. Ivanhoé wird verwundet von zwei Rittern hereingebracht. Er drängt Léila zur Flucht, da er sie nun nicht mehr schützen kann. Léila will ihn aber nicht allein lassen, sondern sich um seine Wunden kümmern. Die Verteidiger werden geschlagen, und draußen bejubeln die Normannen ihren Sieg (Anfang des Finale I – Duett und Chor: „Ô douleur! Ô jour funeste!“ – „Victoire! honneur!“). Ivanhoé ist noch ein Schwert geblieben, mit dem er Léila trotz seiner Verletzung verteidigen will.
Szene 10. Boisguilbert und seine Soldaten drängen herein (Quartett und Chor: „Ô sort infidèle“). Ivanhoé kann nichts dagegen tun, als sie Léila ergreifen und mit sich fortschleppen. Er schwört Rache.

### Zweiter Akt
Ein Raum im Schloss von St. Edmond
Ein hoher Wachturm mit einem Fenster und einer Außenplattform ohne Geländer.
Szene 1. Die in einem hohen Wachturm eingekerkerte Léila schreibt einen Brief an Ivanhoé, in dem sie ihm ihre Lage mitteilt und ihn und die Sachsen um Hilfe anfleht (Arie: „En vain mon âme espère“).
Szene 2. Boisguilbert versucht, sich ihr zu nähern. In ihrer Not flüchtet Léila auf die Plattform und droht zu springen. Boisguilbert versichert ihr seine ehrlichen Gefühle und schwört, dass er ihr nichts antun werde – doch sie traut ihm nicht (Duett: „Que vois-je? ô ciel!“).
Szene 3. Albert de Malvoisin wurde von den anderen normannischen Rittern beauftragt, sich nach dem Grund für Boisguilberts eigenmächtigen Angriff auf Cédrics Schloss zu erkundigen – ausgerechnet zu einem Zeitpunkt, an dem sich Normannen und Sachsen gegen die französische Invasion zusammenschließen sollten. Er werde sich dafür vor dem Marquis de Beaumanoir rechtfertigen müssen. Zudem wurde unter dem Turm ein Brief Léilas gefunden, in dem sie die Sachsen und Franzosen gegen die Normannen um Hilfe bat. Malvoisin unterrichtet Boisguilbert schließlich davon, dass Ivanhoé vom Kreuzzug zurückgekehrt sei, dass der Muslim ein Diener des französischen Königs Philippe sei und dieser dessen Tochter – die Geliebte Ivanhoés – zu Cédric gesandt hatte, um die Sachsen gegen die Normannen aufzuwiegeln. Trompeten verkünden die Ankunft General Beaumanoirs, und Malvoisin geht ihm entgegen.
Szene 4. Boisguilbert wendet sich erneut Léila zu. Er unterrichtet sie davon, dass man sie des Verrats bezichtigen werde und versichert ihr, dass er alles tun werde, um sie zu retten, obwohl ihn das ebenfalls ihn Gefahr bringen werde. Dennoch zieht es Léila vor, auf die Gerechtigkeit des Generals zu hoffen.
Szene 5. Zu einer Flucht bleibt keine Zeit mehr, denn Malvoisin kehrt mit der Nachricht zurück, dass sich der Gerichtshof versammelt und der Richter den kompromittierenden Brief schon erhalten habe. Léilas Schicksal scheint besiegelt (Trio: „Souffrance cruelle“).
Szene 6. Léila wird zur Verhandlung abgeholt (Chor: „Suivez-nous, le conseil vous demande“). Boisguilbert fühlt sich schuldig. Er verspricht, sie vor Gericht zu verteidigen.
Szene 7. Malvoisin rät Boisguilbert davon ab, sich offen für Léila einzusetzen. Er werde nichts erreichen, sondern sich nur selbst verdächtig machen. Stattdessen solle er inkognito mit geschlossenem Visier auftreten. Boisguilbert schreibt eine Nachricht, in der er Léila bittet, die Hilfe des Ritters anzunehmen, den sie ihrer Liebe für würdig hält.
Die große Halle im Schloss von St. Edmond
Der Marquis Lucas de Beaumanoir hat den Vorsitz über das Tribunal. Die Ritter sitzen auf einer niedrigeren Ebene. Es ist nachts; die Ratshalle wird durch Fackeln beleuchtet.
Szene 8. Die normannischen Ritter verkünden, dass sie ein Exempel statuieren wollen: Léila soll sterben (Anfang des Finale II – Chor: „Race infidèle“). Auf einen Wink Beaumanoirs wird die Angeklagte vor den Richter geführt. Boisguilbert und Malvoisin folgen ihr.
Szene 9. Beaumanoir trägt die Anklage und auch gleich das Urteil vor: Léila wird beschuldigt, im Auftrag König Philipps die Sachsen gegen die Normannen aufgewiegelt zu haben. Ihr Brief an Ivanhoé sei der Beweis. Sie wird zum Tod auf dem Scheiterhaufen verurteilt. Léila und Malvoisin sind entsetzt (Trio: „Quel coup m’accable!“). Léila erhält keine Möglichkeit, sich zu verteidigen. Boisguilbert konnte ihr aber seine Nachricht zukommen lassen, die sie nun heimlich liest. Sie wirft ihren Handschuh und verlangt zur Überraschung aller nach einem Gottesurteil – ein Zweikampf soll ihr Schicksal entscheiden.
Szene 10. Plötzlich erscheint Léilas Vater Ismaël (Quartett und Chor: „Que vois-je? – Ô transports!“). Léila ruft ihm zu, dass sie sterben müsse und er fliehen solle. Boisguilbert ist bereit, für sie einzustehen – aber Beaumanoir lässt ihm den Handschuh reichen und fordert ihn auf, für die Anklage zu kämpfen, um seinen Fehler wiedergutzumachen. Léila, Boisguilbert, Malvoisin und Ismaël beten zu Gott um Rettung, aber es scheint keine Hoffnung mehr zu geben.

### Dritter Akt
Im Hintergrund links das Schloss von Saint-Edmond, im Vordergrund rechts ein umzäunter Bereich. Nachts.
Szene 1. Nach den Klängen eines Militärmarschs befiehlt Malvoisin seinen Soldaten, die Zugänge zum Platz gut zu bewachen und insbesondere keine Sachsen oder gar den Muslim einzulassen.
Szene 2. Die Ritter bereiten sich auf diese Aufgabe vor (Chor: „Faisons silence“).
Szene 3. In einen Umhang gehüllt erscheint Ivanhoé auf der Szene. Obwohl er noch keine Waffe hat, ist er fest entschlossen, Boisguilbert herauszufordern, um Léila zu retten.
Szene 4. Ismaël unterrichtet Ivanhoé über Léilas Todesurteil. Ihre einzige Hoffnung besteht darin, dass sich ein Ritter findet, der für sie im Kampf siegt. Ivanhoé ist sofort dazu bereit. Ismaël will für die nötigen Waffen sorgen.
Szene 5. Malvoisin hat die beiden bemerkt. Er beauftragt einen seiner Männer, sie festzunehmen.
Szene 6. Boisguilbert bittet Malvoisin, ihm bei der Rettung Léilas zu unterstützen. Malvoisin weist ihn auf ihre Undankbarkeit hin, die einen Sachsen ihm vorgezogen habe. Boisguilbert erklärt sich schließlich bereit zum Kampf. Malvoisin betritt das Schloss.
Szene 7. Allein geblieben, zweifelt Boisguilbert erneut (Szene und Arie: „Combat terrible“). Er fühlt sich schuldig an Léilas Schicksal und will sie retten. Wenn er aber ihr zuliebe den Kampf verliert, ist er entehrt. In Gedanken bittet er sie um Vergebung.
Szene 8. Die anderen Ritter versuchen, Boisguilberts Kampfesmut zu wecken (Boisguilbert und Chor: „Avançons; au chagrin qui l’opprime“). Obwohl er sich auf ihnen würdig erweisen will, muss er an seine Liebe zu Léila denken.
Szene 9. Zu den Klängen eines Trauermarsches wird Léila auf den Platz geführt. Malvoisin, Beaumanoir, Ritter und Bauern versammeln sich, um dem Kampf beizuwohnen. Während die Frauen Gott um Beistand für die Unschuldige anflehen, verlangen die Männer den Tod der Verräterin (Marsch und Chor: „Dieu! signale ta clémence! – Dieu! confirme la sentence“). Boisguilbert versucht, sich Léila zu nähern. Malvoisin hält ihn zurück, doch Beaumanoir ist der Ansicht, dass vor einem Gottesurteil alles erlaubt sei, was die Wahrheit ans Licht bringen könne. Boisguilbert malt Léila die Schrecken ihrer bevorstehenden Hinrichtung aus. Er verspricht ihr, sie zu retten, wenn sie sich seinen Armen anvertraut. Léila aber weist ihn zurück. Die Wachen führen sie fort. Bevor Boisguilbert und Malvoisin ihnen folgen können, sind Rufe zu hören.
Szene 10. Ein Ritter mit geschlossenem Visier erscheint und fordert Boisguilbert zum Kampf heraus, um mit Gottes Hilfe Léilas Unschuld zu beweisen. Da Malvoisin spöttisch seine Teilnahme als Namenloser verweigert, gibt er sich als Ivanhoé zu erkennen. Boisguilbert will wegen dessen Verletzungen zunächst nicht gegen Ivanhoé antreten. Aber nun erinnert ihn Ivanhoé an seinen Sieg im Turnier von St.-Jean-d’Acre. Boisguilbert habe jetzt die Möglichkeit, seine dort verlorene Ehre wiederherzustellen. Wenn er sich weigere, werde er ihn an allen Höfen Europas als Feigling bloßstellen. Nun akzeptiert Boisguilbert die Herausforderung. Beide entfernen sich, um ihre Vorbereitungen zu treffen. Fanfaren signalisieren den bevorstehenden Kampf.
Szene 11. Ismaël ist zutiefst besorgt über den Ausgang des Kampfes. Schon verkünden Fanfaren das Ende des Gottesurteils.
Szene 12. Während im Hintergrund Siegesrufe erklingen, treffen Ismaël und Cédric zusammen (Finale: „Victoire“). Ismaël fleht Cédric an, Léila zu retten. Sie sei nur seine Pflegetochter und in Wirklichkeit Edith, die Tochter von Cédrics ehemaligem Kampfgenossen Olric und eine Nachfahrin von Alfred dem Großen.
Szene 13. Nach seinem Sieg führt Ivanhoé Léila zu ihrem Vater. Ihre Unschuld gilt nun als erwiesen. Cédric unterrichtet sie über ihre wahre Herkunft und fordert sie auf, wieder zum Glauben ihrer Familie zurückzukehren. Er gibt ihr und seinem Sohn Ivanhoé seinen Segen. Ivanhoé bittet sie, seine Frau zu werden.
Szene 14. Beaumanoir und die normannischen Ritter akzeptieren das Gottesurteil. Auch der echte Verräter habe inzwischen gestanden. Ivanhoé fordert Sachsen und Normannen auf, ihren Streit beizulegen. Schließlich seien sie alle Engländer. Alle stimmen zu.
Szene 15. In Anbetracht der drohenden französischen Invasion ruft Malvoisin die Ritter zu den Waffen. Die Ritter stimmen in den Schlachtruf ein. Nun geht es gegen einen gemeinsamen Feind.

## Musiknummern
Die Oper enthält die folgenden Musiknummern:
- Ouvertüre – aus Semiramide

Erster Akt
- Nr. 1. Introduktion
  - Chor: „Quel temps affreux“ (Szene 1) – aus La Cenerentola, zweiter Akt, Szene 6
  - Trio (Léila, Ivanhoé, Ismaël) und Chor: „Seigneur, dans votre demeure“ (Szene 2) – aus La Cenerentola, erster Akt, Szene 4
  - Stretta, Quartett (Léila, Ivanhoé, Ismaël, Cédric): „Veine prière! Vil téméraire“ (Szene 2) – aus La Cenerentola, zweiter Akt, Szene 6
- Nr. 2. Arie (Ismaël und Chor): „Boisguilbert, dont la vengeance“ (Szene 2) – aus La Cenerentola, Arie des Don Magnifico
- Nr. 3. Arie (Ivanhoé): „Blessé sur la terre étrangère“ (Szene 4) – aus Bianca e Falliero, Arie des Contareno, erster Akt, Szene 8
  - Horn-Solo – aus dem Londoner Autograph
- Nr. 4. Quartett (Léila, Ivanhoé, Ismaël, Cédric) und Chor „Ah! point d’alarmes“ (Szene 6–7) – aus Armida, erster Akt, Szene 3
  - eingelagertes Rezitativ: „Boisguilbert vous propose ou la guerre ou la paix“ (Szene 7) – aus dem Londoner Autograph
- Nr. 5. Chor: „Malheureuse! le combat s’engage“ (Szene 8) – aus Maometto II, zweiter Akt, Szene 6
- Nr. 6. Finale I
  - Duett (Léila, Ivanhoé) und Chor: „Ô douleur! Ô jour funeste!“ – „Victoire! honneur!“ (Szene 9) – aus Aureliano in Palmira, erster Akt, Szene 2–3
  - Quartett (Léila, Ivanhoé, Ismaël, Boisguilbert) und Chor: „Ô sort infidèle“ (Szene 10) – aus La gazza ladra, zweiter Akt, Szene 11
  - Stretta – aus Armida, erster Akt, Szene 13 Finale

Zweiter Akt
- Nr. 7. Arie (Léila): „En vain mon âme espère“ (Szene 1) – aus Sigismondo, Arie des Sigismondo, zweiter Akt, Szene 16
- Nr. 8. Duett (Léila, Boisguilbert): „Que vois-je? ô ciel!“ (Szene 2) – aus Torvaldo e Dorliska, erster Akt, Szene 5
- Nr. 9. Trio (Léila, Malvoisin, Boisguilbert): „Souffrance cruelle“ (Szene 5–6) – aus Mosè in Egitto, dritter Akt, Szene 3
  - Chor: „Suivez-nous, le conseil vous demande“ (Szene 6)
- Nr. 10. Finale
  - Chor: „Race infidèle“ (Szene 8) – aus La gazza ladra, zweiter Akt, Szene 9
  - „Judgement“-Trio (Léila, Malvoisin, Boisguilbert) und Chor (Szene 9): „Quel coup m’accable!“ – aus Semiramide, erster Akt, Szene 8
  - Quartett (Léila, Malvoisin, Boisguilbert, Ismaël) und Chor (Szene 10): „Que vois-je? – Ô transports!“ – aus Mosè in Egitto, erster Akt, Szene 7
- Nr. 11. Zwischenaktmusik – aus Semiramide, erster Akt, Szene 2

Dritter Akt
- Nr. 12. Chor: „Faisons silence“ (Szene 2) – aus Tancredi, zweiter Akt, Szene 16
- Nr. 13. Szene und Arie (Boisguilbert): „Combat terrible“ (Szene 7) – aus Semiramide, zweiter Akt, Szene 9
  - (Boisguilbert und Chor): „Avançons; au chagrin qui l’opprime“ (Szene 8)
- Nr. 14. Marsch und Chor: „Dieu! signale ta clémence!“ (Szene 9) – aus Bianca e Falliero, zweiter Akt, Szene 7
  - Fanfare – Passo doppio für Militärkapelle, 1822 (?), später als Galopp am Ende der Ouvertüre von Guillaume Tell wiederverwendet
- Nr. 15. Finale: „Victoire“ (Szene 12) – aus Torvaldo e Dorliska, erster Akt, Szene 10–11 Finale

## Werkgeschichte
Die Musik des Pasticcios Ivanhoé wurde mit Rossinis Genehmigung vom Musikverleger und Musiker Antonio Pacini aus diversen seiner früheren Opern zusammengestellt. Anlass war eine Bitte von Claude Bernard, dem künstlerischen Leiter des Théâtre Royal de l’Odéon in Paris. Da Rossini mit der Umarbeitung seines Maometto II in die französische Fassung Le siège de Corinthe ausgelastet war, sollte er ein Pasticcio liefern. Das Libretto stammte von Émile Deschamps und Gabriel Gustave de Wailly. Es basiert auf Walter Scotts Roman Ivanhoe von 1819, dessen Titel man aufgrund der großen Beliebtheit Scotts für die Oper beibehielt.:177 Auch Rossini selbst wirkte an der Erstellung des Pasticcios mit, wie am erhaltenen eigenhändigen Manuskript einiger kleinerer Fragmente zu erkennen ist. Er schrieb ein Rezitativ und eine Orchestereinleitung. Antonio Pacini ist nicht zu verwechseln mit dem Komponisten Giovanni Pacini, dessen eigene Ivanhoe-Oper 1832 in Venedig uraufgeführt wurde.:177
Im Libretto wurde die Handlung der Vorlage stark reduziert. Die dort wesentlichen Charaktere Robin von Locksley und Richard Löwenherz fehlen. Der Jude Isaac wurde durch den Muslim Ismaël ersetzt und die weiblichen Hauptrollen Rebecca und Rowena in Léila zusammengeführt. Auch die Musik wurde geringfügig überarbeitet. Zwar wurden bei den einzelnen Nummern die ursprünglichen Tonarten beibehalten, aber häufig wurde gekürzt, und auch die melodischen Linien wurden bei Bedarf vereinfacht. Dies geschah z. B. bei der aus La Cenerentola stammenden Arie des Ismaël im ersten Akt, die aus einem komischen in einem ernsten Kontext überführt wurde.

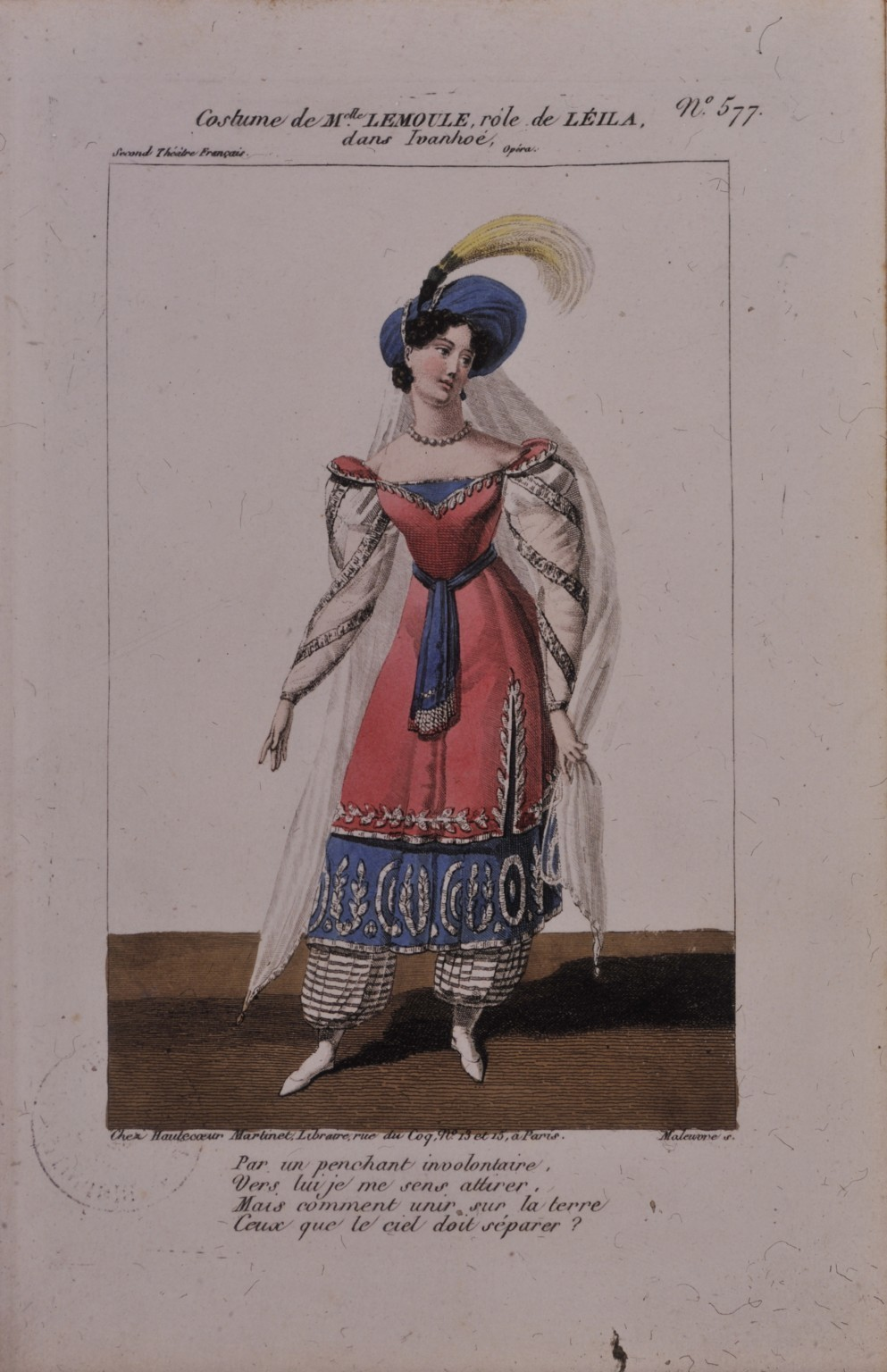
Kostüm der Léila bei der Uraufführung

Die Uraufführung fand am 15. September 1826 Théâtre Royal de l’Odéon in Paris statt – drei Wochen vor Rossinis eigener Opernüberarbeitung Le siège de Corinthe an der Académie Royale de Musique. Es sangen die Sopranistin Lemoule (Léila), die Tenöre Leconte (Ivanhoé), Peyronnet (Malvoisin) und Masson (Herold) sowie die Bässe Adolphe (Cédric), Leclere (Boisguilbert), Charles (Beaumanoir) und Léon (Ismaël). Die Oper brachte aber viel Geld ein, wie der Rossini-Biograph Radiciotti schrieb. Walter Scott, der am 31. Oktober eine der Aufführungen besuchte, berichtete darüber in seinen Memoiren:

“In the evening at the Odeon where we saw Ivanhoe. It was superbly got up, the Norman soldiers wearing pointed helmets and what resembled much hauberks of mail, which looked very well. The number of the attendants. and the skill with which they were moved and grouped on the stage, were well worthy of notice. It was an opera, and, of course, the story sadly mangled, and the dialogue, in great part, nonsense. Yet it was strange to hear any thing like the words which I (then in an agony of pain with spasms in my stomach) dictated to William Laidlaw at Abbotsford now recited in a foreign tongue, and for the amusement of a strange people.”

„Am Abend sahen wir im Odeon Ivanhoe. Es war hervorragend aufgestellt; die normannischen Soldaten trugen spitze Helme und etwas was Kettenpanzern ähnelte, die sehr gut aussahen. Die Anzahl der Teilnehmer und die Geschicklichkeit, wie sie auf sich der Bühne bewegten und gruppierten, waren bemerkenswert. Es war eine Oper, und natürlich war die Handlung traurig verstümmelt und der Dialog zum großen Teil unsinnig. Dennoch war es seltsam, etwas zu hören wie die Worte, die ich (damals unter großen Schmerzen mit Krämpfen in meinem Magen) William Laidlaw bei Abbotsford diktiert hatte, nun vorgetragen in einer fremden Sprache und zum Vergnügen eines seltsamen Volks.“

Es folgten mehrere weitere Aufführungen in anderen Städten wie Straßburg (noch 1826), Gent und Lille (1827). Eine englische Fassung unter dem Titel The Maid of Judah oder The Knight Templars erschien 1829 am Covent Garden und wurde auch in Dublin, New York und Philadelphia aufgeführt. 1833 wurde in Coburg eine deutsche Fassung gespielt.
In neuerer Zeit gab es 1992 in Siena eine konzertante Aufführung unter der Leitung von Peter Maag. Szenisch wurde das Werk erst 2001 beim Festival della Valle d’Itria in Martina Franca wieder gezeigt. Ein Mitschnitt davon ist auf CD erhältlich.
Außer diesem Pasticcio und Giovanni Pacinis Oper gab es im 19. Jahrhundert noch verschiedene andere Ivanhoe-Opern. Zu nennen sind hier insbesondere Heinrich Marschners Der Templer und die Jüdin (1829), Otto Nicolais Il templario (1840) und Arthur Sullivans Ivanhoe.

## Aufnahmen
- August 2001 (live aus Martina Franca, Dialoge stark gekürzt): Paolo Arrivabeni (Dirigent), Prager Kammerorchester, Prager Kammerchor. Simon Edwards (Ivanhoé), Massimiliano Chiarolla (Cédric), Soon-Won Kang (Boisguilbert), Salvatore Cordella (Malvoisin), Volodymyr Deyneka (Beaumanoir), Filippo Morace (Ismaël), Inga Balabanova (Léila), Cosimo d’Amato (Herold). Dynamic CDS 397/1-2 (2 CD).[8]